# Autorretrato de camuflaje
El Autorretrato de camuflaje es un trabajo del año 1986 realizado por el artista estadounidense Andy Warhol. El retrato está presentado en un camuflaje-estampado en primer plano con un fondo negro.

## Análisis
Andy Warhol realizó Autorretrato unos cuantos meses antes de su muerte, ocurrida en febrero de 1987.
Utilizó una fotografía de sí mismo realizada con una cámara Polaroid , con material de pintura de polímero acrílico y serigrafía para producir un camuflaje sobre la cara rodeada por negro.
El Museo Metropolitano de Arte describe la imagen como: "Warhol aparece como una máscara sin cuerpo. Su cabeza flota en un vacío negro oscuro y el rostro y el cabello en color pálido como un fantasma, cubierto de camuflaje militarista de verde, gris, y negro."
Hay un contraste entre el impersonalidad del camuflaje, el cual hace alusión a peligro, y la personalidad de la tradición de retrato, donde hay contacto directo con el espectador, a pesar de que en este caso con una protectora ilusoria cobertura.  Los usos ambiguos del camuflaje —como llamar la atención cuándo estaba de moda todo lo opuesto del uso militar—fascinaba a Warhol.
Una versión en el Museo de Arte de Filadelfia utiliza los colores rosa y magenta con el mismo fondo negro. Otra versión similar al que se conserva en el Museo de Filadelfia de Arte forma parte de la colección de arte moderno de la National Gallery of Victoria de Melbourne.